# Ileana Cotrubaș
Ileana Cotrubaș (ur. 9 czerwca 1939 w Gałaczu) – rumuńska śpiewaczka operowa, sopran.
Edukację pobierała w Scoala Speciala de Musica, konserwatorium im. Cipriana Porumbescu w Bukareszcie oraz w konserwatorium wiedeńskim. Zadebiutowała w 1964 jako Yniold w operze Peleasie i Melizandzie Claude’a Debussy’ego wystawionej w Bukareszcie.
Następnie wcieliła się w rolę Oskara w Balu maskowym oraz Gildy w Rigolettcie. W latach 1965–1966 wygrała kolejno konkursy w ’s-Hertogenbosch i Monachium, co zwróciło na nią uwagę międzynarodową. Zaczęła występować w Operze Wiedeńskiej, Berlińskiej oraz we Frankfurcie. W 1971 roku przeniosła się do Covent Garden Theatre, w którym stworzyła wspaniałą kreację Tatiany w Eugeniuszu Onieginie Piotra Czajkowskiego, równocześnie pozostając związana z Operą Wiedeńską. W roku 1973 wystąpiła na festiwalu w Glyndebourne w Weselu Figara Wolfganga Amadeusa Mozarta (dyrygent John Pritchard).
W 1975 roku zupełnie nieoczekiwanie – zastępując w ostatniej chwili Mirellę Freni – zadebiutowała w La Scali jako Mimi w Cyganerii Pucciniego, którą to rolę prezentowała także w Operze Lirycznej w Chicago oraz w Metropolitan Opera w 1977 roku. Tam też powtórzyła role Tatiany oraz Gildy. W 1987 roku zakończyła karierę, wykonując na swoim pożegnalnym przedstawieniu rolę Micaeli w Carmen. Po odejściu z czynnego występowania zajęła się pracą jako nauczyciel śpiewu.
Odznaczona została Orderem Gwiazdy Rumunii w stopniu wielkiego oficera (2000).

## Słynne role
- Zuzanna w Weselu Figara Wolfganga Amadeusa Mozarta[3]
- Zerlina w Don Giovannim Mozarta
- Violetta w Traviacie Giuseppe Verdiego
- Mimi w Cyganerii Giacoma Pucciniego
- Melizanda w Peleasie i Melizandzie
- Tatiana w Eugeniuszu Onieginie Piotra Czajkowskiego
- Gilda w Rigolettcie Verdiego